# Poltina

Poltina von 1737, Zarin Elisabeth

Poltina von 1858

Poltina (auch Poltinnik, russisch полти́на, auch полти́нник) war eine russische Münze im Wert eines halben Rubels. Im 13. Jahrhundert erstmals erwähnt, handelte es sich dabei ursprünglich um einen ca. 100 g schweren Silberbarren, also dem hälftigen Gewicht der ca. 200 g schweren Rubel-Silberbarren, der Griwna. 
Sie wurde (analog dem Rubel) in 50 Kopeken als Recheneinheiten unterteilt. 1654 wurde die Poltina (unter Zar Alexei I.) zum ersten Mal als Münze in Kupfer ausgeprägt (in Umlauf bis ca. 1663). Unter Peter I. dem Großen wurde die Münze ab 1699 wieder in Silber geprägt, dessen Gewicht sich kontinuierlich verringerte. Im 19. Jahrhundert wurde dann die Münze nur mehr als 50 Kopeken-Stück ausgegeben. Die volkstümliche Bezeichnung blieb jedoch bis in die Sowjetunion erhalten, wo die silberne 50-Kopeken-Münze von 1924 bis 1927 den Namen „Ein Poltinnik“ im Revers trug.